# Lev Kopelev
Lev Zinovjevič Kopelev (rusky Лев Зино́вьевич (За́лманович) Ко́пелев; 9. dubna 1912 Kyjev – 18. června 1997 Kolín nad Rýnem) byl sovětský spisovatel, disident a humanista.

## Život a působení
Pocházel z židovské středostavovské rodiny, která se roku 1926 přestěhovala do Charkova. Tam studoval ruštinu a němčinu a jako nadšený komunista začal psát do novin. Roku 1929 byl poprvé zatčen pro podezření z trockismu, pracoval v závodním rozhlase, roku 1935 promoval v Moskvě jako germanista a od roku 1938 přednášel ve Filosofickém ústavu literaturu. Roku 1941 se přihlásil jako dobrovolník do armády a protože uměl dobře německy, působil jako překladatel a propagandista. Když roku 1945 přišel s Rudou armádou do Východního Pruska, ostře kritizoval ukrutnosti na civilním obyvatelstvu. Byl odsouzen za „buržoasní humanismus“ na 10 let vězení. V táboře se seznámil s Alexandrem Solženicynem, který ho zobrazil jako Lva Rubina v románu V kruhu prvním. v roce 1954 byl propuštěn a 1956 rehabilitován, pracoval v ústavu dějin umění a zasadil se o publikaci Solženicynovy povídky Jeden den Ivana Děnisoviče. Vydal také knihu o Jaroslavu Haškovi.
Roku 1968 protestoval proti pronásledování disidentů a okupaci Československa, byl vyloučen z komunistické strany a propuštěn ze zaměstnání. Od roku 1977 nesměl učit ani publikovat, 1980 dostal povolení ke studijnímu pobytu v Německu a 1981 byl zbaven sovětského občanství. Učil na univerzitě v Kolíně nad Rýnem a zabýval se německo-ruskými styky. Roku 1990 byl opět rehabilitován a mohl navštívit Rusko, zůstal však do smrti v Německu. Zasazoval se o německo-ruské sblížení a o dodržování lidských práv a byl oceněn řadou vyznamenání.
V roce 2001 byla v Kolíně nad Rýnem založena Cena Lva Kopeleva, která je udělována bojovníkům za mír a za lidská práva.